# Kozjak (Bilje)
Pour les articles homonymes, voir Kozjak.
Kozjak est un village de la municipalité de Bilje (Comitat d'Osijek-Baranja) en Croatie. Au recensement de 2011, le village comptait 60 habitants.